# بوز، کانتی دورام
بوز، کانتی دورام (به انگلیسی: Bowes) یک روستا و محله مدنی در بریتانیا است که در کانتی دورام واقع شده‌است. بوز ۴۷۱ نفر جمعیت دارد.